# HD 41047
HD 41047，又名CD-33 2681，SAO 196413、HR 2131，是一颗恒星，视星等为5.55，位于銀經240.02，銀緯-24.51，其B1900.0坐标为赤經5h 57m 38.7s，赤緯-33° -24.51′ 45″。